# Георгије Синаит
Преподобни Георгије Синаит је био игуман горе Синајске. Био је велики подвижник и праведник. Хришћани верују да га је пасхалне ноћи анђео Божји пренео га у Јерусалим на службу Божју, и вратио истог дана назад на Синајску гору. Умро је у 6. веку.
Српска православна црква слави га 11. марта по црквеном, а 24. марта по грегоријанском календару.